# Дункан, Майкл Кларк
Майкл Кларк Ду́нкан (англ. Michael Clarke Duncan; 10 декабря 1957 года, Чикаго, Иллинойс, США — 3 сентября 2012 года, Лос-Анджелес, Калифорния, США) — американский актёр. Наибольшую известность ему принесла роль Джона Коффи в фильме «Зелёная миля» (1999), за исполнение которой он выдвигался на ряд премий, в том числе «Оскар» и «Золотой глобус».

## Биография
Дункан родился в 1957 году в Чикаго, штат Иллинойс. Майкла и его сестру Джуди воспитывала мать-одиночка Джин Дункан. Из-за болезни матери ему пришлось оставить учёбу в университете (Университет штата Миссисипи имени Алкорна), чтобы поддержать семью. Благодаря выдающемуся телосложению (на пике формы его вес был 142 кг, при росте 196 см), он работал вышибалой в клубах Чикаго, а затем служил телохранителем у хип-хоп исполнителя The Notorious B.I.G. в Лос-Анджелесе. Также Дункан занимался бразильским джиу-джитсу. Первым крупным фильмом, в котором он снялся, стал фантастический боевик 1998 года «Армагеддон». Во время съёмок он познакомился с Брюсом Уиллисом, который впоследствии помог ему получить роль Джона Коффи в «Зелёной миле», за которую Дункан был номинирован на «Оскар» и «Золотой глобус».
В 2003 году Дункан исполнил роль Кингпина в фильме «Сорвиголова».
Вслед за этим последовали работы в других кинолентах, таких как «Девять ярдов», «Планета обезьян», «Царь скорпионов». Дункан также выступил актёром озвучивания в анимационном фильме «Братец медвежонок» и в нескольких компьютерных играх, включая The Suffering: Ties That Bind, Soldier of Fortune и God of War II. В 2005 году он снялся в фильме «Город грехов», где сыграл роль Мэньюта. Его голосом также говорит Вахир из мультфильма «Кунг-фу панда».
В 2009 году присоединился к вегетарианскому образу жизни, что впоследствии оценивал крайне положительно для своего здоровья.
13 июля 2012 года актёр был доставлен в медицинский центр Седарс-Синай в Лос-Анджелесе в связи с сердечным приступом. 3 сентября 2012 года Дункан скончался на 55-м году жизни, так и не восстановившись после него.

## Фильмография

### Кино
| Год  | Название на русском                              | Оригинальное название                                 | Роль                                      | Примечания              |
| ---- | ------------------------------------------------ | ----------------------------------------------------- | ----------------------------------------- | ----------------------- |
| 1995 | Пятница                                          | Friday                                                | игрок в кости                             | не указан в титрах      |
| 1997 | Снова в деле                                     | Back in Business                                      | огромный охранник                         |                         |
| 1998 | Чёрный бизнес                                    | Caught Up                                             | Би Би                                     |                         |
| 1998 | Стриптиз-клуб                                    | The Players Club                                      | телохранитель Люка                        |                         |
| 1998 | Булворт                                          | Bulworth                                              | вышибала                                  |                         |
| 1998 | Армагеддон                                       | Armageddon                                            | Бугай                                     |                         |
| 1998 | Ночь в Роксбери                                  | A Night at the Roxbury                                | вышибала в клубе Роксбери                 |                         |
| 1999 | Андеграундная комедия                            | The Underground Comedy Movie                          | Гэй Верджин                               |                         |
| 1999 | Завтрак для чемпионов                            | Breakfast of Champions                                | Илай                                      |                         |
| 1999 | Зелёная миля                                     | The Green Mile                                        | Джон Коффи                                |                         |
| 2000 | Девять ярдов                                     | The Whole Nine Yards                                  | Франклин «Фрэнки Фигс» Фигуэро            |                         |
| 2001 | Агент по кличке Спот                             | See Spot Run                                          | Аксель Мердок                             |                         |
| 2001 | Кошки против собак                               | Cats & Dogs                                           | Сэм                                       | озвучка                 |
| 2001 | Планета обезьян                                  | Planet of the Apes                                    | Аттар                                     |                         |
| 2002 | Царь скорпионов                                  | The Scorpion King                                     | Балтазар                                  |                         |
| 2003 | Сорвиголова                                      | Daredevil                                             | Уилсон Фиск / Кингпин                     |                         |
| 2003 | Джордж из джунглей 2                             | George of the Jungle 2                                | лев                                       | сразу на видео; озвучка |
| 2003 | Братец медвежонок                                | Brother Bear                                          | медведь-гризли Таг                        | мультфильм; озвучка     |
| 2004 | Шпионки                                          | D.E.B.S.                                              | мистер Фиппс                              |                         |
| 2004 | Кольцо дракона                                   | George and the Dragon                                 | Тарик                                     |                         |
| 2004 | Охотник за головами                              | Pursued                                               | Франклин                                  |                         |
| 2005 | Бешеные скачки                                   | Racing Stripes                                        | жеребец Клайдсдейл                        | озвучка                 |
| 2005 | Земля до начала времён 11: Вторжение Мелкозавров | The Land Before Time XI: Invasion of the Tinysauruses | Большой Папочка                           | мультфильм; озвучка     |
| 2005 | Город грехов                                     | Sin City                                              | Мэньют                                    |                         |
| 2005 | Золотое пламя                                    | The Golden Blaze                                      | Томас Тейтум / Куэйк                      | мультфильм; озвучка     |
| 2005 | Динотопия: В поисках солнечного рубина           | Dinotopia: Quest for the Ruby Sunstone                | тираннозавр Стинктус                      | мультфильм; озвучка     |
| 2005 | Остров                                           | The Island                                            | Старкуэзер-Два-Дельта / Джамал Старкуэзер |                         |
| 2005 | Стьюи Гриффин: Нерассказанная история            | Stewie Griffin: The Untold Story                      | аист                                      | мультфильм; озвучка     |
| 2006 | Рики Бобби: Король дороги                        | Talladega Nights: The Ballad of Ricky Bobby           | Люциус Вашингтон                          |                         |
| 2006 | Братец медвежонок 2                              | Brother Bear 2                                        | медведь-гризли Таг                        | мультфильм; озвучка     |
| 2006 | Школа негодяев                                   | School for Scoundrels                                 | Лешер                                     |                         |
| 2006 | В одну сторону                                   | One Way                                               | генерал                                   |                         |
| 2006 | Принцы воздуха                                   | Air Buddies                                           | волк                                      | озвучка                 |
| 2007 | Последняя Мимзи Вселенной                        | The Last Mimzy                                        | Натаниэль Бродман                         |                         |
| 2007 | Вихрь                                            | Slipstream                                            | Морт / Фил                                |                         |
| 2008 | Добро пожаловать домой, Роско Дженкинс!          | Welcome Home, Roscoe Jenkins                          | Отис                                      |                         |
| 2008 | Дельго                                           | Delgo                                                 | старший Марли                             | мультфильм; озвучка     |
| 2008 | Кунг-фу панда                                    | Kung Fu Panda                                         | Вахир                                     | мультфильм; озвучка     |
| 2008 | Вечеринка                                        | American Crude                                        | Спинкс                                    |                         |
| 2009 | Верзила Салмон                                   | The Slammin’ Salmon                                   | Клеон Салмон                              |                         |
| 2009 | Стритфайтер                                      | Street Fighter: The Legend of Chun-Li                 | Балрог                                    |                         |
| 2010 | Дорога в Редемпшн                                | Redemption Road                                       | Оджи                                      |                         |
| 2010 | Кошки против собак 2: Месть Китти Галор          | Cats & Dogs: The Revenge of Kitty Galore              | Сэм                                       | озвучка                 |
| 2011 | Крест                                            | Cross                                                 | Эрлик                                     | сразу на видео          |
| 2011 | Зелёный Фонарь                                   | Green Lantern                                         | Киловог                                   | озвучка                 |
| 2011 | Кунг-фу кролик                                   | Tu Xia Chuan Qi                                       | Слэш                                      | мультфильм; озвучка     |
| 2012 | В улье                                           | In the Hive                                           | мистер Холлис                             |                         |
| 2013 | Воскрешение                                      | A Resurrection                                        | Эддисон                                   |                         |
| 2013 | По кочкам                                        | From the Rough                                        | Роджер                                    |                         |
| 2015 | Претендент                                       | The Challenger                                        | Дуэйн Тейлор                              |                         |

### Телевидение
| Год       | Название на русском                                    | Оригинальное название                           | Роль                   | Примечания                                                       |
| --------- | ------------------------------------------------------ | ----------------------------------------------- | ---------------------- | ---------------------------------------------------------------- |
| 1995      | Отступник                                              | Renegade                                        | Шака                   | эпизод: Living Legend                                            |
| 1995      | Дерзкие и красивые                                     | The Bold and the Beautiful                      | Слэш                   | эпизод: Episode #1.2045                                          |
| 1995      | Принц из Беверли-Хиллз                                 | The Fresh Prince of Bel-Air                     | Крошка                 | эпизод: Bourgie Sings the Blues                                  |
| 1995      | Женаты… с детьми                                       | Married… with Children                          | вышибала               | эпизод: Flight of the Bumblebee                                  |
| 1995—1996 | Запутанные сказки о коте Феликсе                       | The Twisted Tales of Felix the Cat              | разные персонажи       | мультсериал; 7 эпизодов; озвучка                                 |
| 1996      | Чудеса науки                                           | Weird Science                                   | кардинал Карнаж        | эпизод: Men in Tights                                            |
| 1996      | —                                                      | Skwids                                          | бодибилдер             | телесериал                                                       |
| 1997      | Шоу Джейми Фокса                                       | The Jamie Foxx Show                             | заключённый            | эпизод: Little Red Corvette                                      |
| 1997      | —                                                      | Sparks                                          | Фрэнк                  | эпизод: Self Defense                                             |
| 1997      | Братья Уэйанс                                          | The Wayans Bros.                                | Большой Майк           | эпизод: I Do…                                                    |
| 1997      | Холостые мужчины и незамужние женщины                  | Living Single                                   | охранник               | эпизод: High Anxiety                                             |
| 1997      | —                                                      | Built to Last                                   | н/д                    | эпизод: A Family Affair                                          |
| 1998      | Арлисс                                                 | Arli$$                                          | Люсиан Бальбоа         | эпизод: Fans First                                               |
| 1999      | Сестра, сестра                                         | Sister, Sister                                  | Большой Эрл            | эпизод: Before There Was Hip Hop…                                |
| 2001      | Они называют меня Сирр                                 | They Call Me Sirr                               | тренер Гриффин         | телефильм                                                        |
| 2002      | Царь горы                                              | King of the Hill                                | тренер Уэбб            | мультсериал; эпизод: The Son Also Roses; озвучка                 |
| 2003      | Человек-паук                                           | Spider-Man: The New Animated Series             | Уилсон Фиск / Кингпин  | мультсериал; эпизод: Royal Scam; озвучка                         |
| 2003      | Ким Пять-с-плюсом: Борьба во времени                   | Kim Possible: A Sitch in Time                   | Уэйд в будущем         | телевизионный мультфильм; озвучка                                |
| 2003      | Гордая семья                                           | The Proud Family                                | Монго                  | мультсериал; эпизод: Smackmania 6: Mongo vs. Mama’s Boy; озвучка |
| 2003—2005 | Приключения Джимми Нейтрона, мальчика-гения            | The Adventures of Jimmy Neutron: Boy Genius     | коммандер Бейкер       | мультсериал; 2 эпизода; озвучка                                  |
| 2004      | Статический шок                                        | Static Shock                                    | Рашид «Ракета» Рэндолл | мультсериал; эпизод: Linked; озвучка                             |
| 2004      | Волшебные покровители                                  | The Fairly OddParents                           | Рокуэлл                | мультсериал; эпизод: Crash Nebula; озвучка                       |
| 2005      | Джордж Лопес                                           | George Lopez                                    | доктор Холланд         | эпизод: George to the Third Power                                |
| 2005      | Юные титаны                                            | Teen Titans                                     | Кролл / Хейден         | мультсериал; эпизод: Cyborg the Barbarian; озвучка               |
| 2005      | C.S.I.: Место преступления Нью-Йорк                    | CSI: NY                                         | Куинн Салливан         | эпизод: The Closer                                               |
| 2005—2007 | Лунатики                                               | Loonatics Unleashed                             | Мэссив                 | мультсериал; 4 эпизода; озвучка                                  |
| 2006      | —                                                      | Minoriteam                                      | Балактус               | мультсериал; 2 эпизода; озвучка                                  |
| 2006—2012 | Гриффины                                               | Family Guy                                      | разные персонажи       | мультсериал; 4 эпизода; озвучка                                  |
| 2008      | Всё тип-топ, или Жизнь Зака и Коди                     | The Suite Life of Zack & Cody                   | тренер Литтл           | эпизод: Benchwarmers                                             |
| 2008      | Чак                                                    | Chuck                                           | Кольт                  | эпизод: Chuck Versus the First Date                              |
| 2008—2009 | Два с половиной человека                               | Two and a Half Men                              | Джером Бернетт         | телесериал; 2 эпизода                                            |
| 2011      | Кости                                                  | Bones                                           | Лео Нокс               | эпизод: The Finder                                               |
| 2011      | —                                                      | A Crush on You                                  | Большой Джим Нельсон   | телефильм                                                        |
| 2012      | Искатель                                               | The Finder                                      | Лео Нокс               | телесериал; основная роль                                        |
| 2012      | Насыщенные фруктозой приключения Назойливого Апельсина | The High Fructose Adventures of Annoying Orange | разные персонажи       | мультсериал; 2 эпизода; озвучка                                  |
| 2012      | Совершенный Человек-паук                               | Ultimate Spider-Man                             | Грут                   | мультсериал; эпизод: Guardians of the Galaxy; озвучка            |

### Игры
| Год  | Название                      | Роль                   | Примечания      |
| ---- | ----------------------------- | ---------------------- | --------------- |
| 1995 | Panic in the Park             | охранник               |                 |
| 2000 | Soldier of Fortune            | Аарон «Ястреб» Парсонс |                 |
| 2000 | Star Trek: Klingon Academy    | клингонец              |                 |
| 2003 | SOCOM II: U.S. Navy SEALs     | морской котик Уордог   |                 |
| 2003 | Disney’s Brother Bear         | медведь-гризли Таг     |                 |
| 2004 | Forgotten Realms: Demon Stone | Айгорл                 |                 |
| 2005 | The Suffering: Ties That Bind | Блэкмор                |                 |
| 2006 | Saints Row                    | Бенджамин Кинг         |                 |
| 2007 | God of War II                 | Атлас                  |                 |
| 2013 | Saints Row IV                 | Бенджамин Кинг         | только в титрах |

### Музыкальные клипы
| Год  | Исполнитель                       | Название                        |
| ---- | --------------------------------- | ------------------------------- |
| 1996 | Ар Келли feat. The Isley Brothers | «Down Low (Nobody Has to Know)» |

## Награды и номинации
| Награда                        | Год  | Категория                                      | Название работы | Результат |
| ------------------------------ | ---- | ---------------------------------------------- | --------------- | --------- |
| Оскар                          | 2000 | Лучшая мужская роль второго плана              | Зелёная миля    | Номинация |
| Золотой глобус                 | 2000 | Лучшая мужская роль второго плана в кинофильме | Зелёная миля    | Номинация |
| Премия Гильдии киноактёров США | 2000 | Лучшая мужская роль второго плана              | Зелёная миля    | Номинация |
| Премия Гильдии киноактёров США | 2000 | Лучший актёрский состав в игровом кино         | Зелёная миля    | Номинация |
| Сатурн                         | 2000 | Лучший киноактёр второго плана                 | Зелёная миля    | Победа    |
| MTV Movie & TV Awards          | 2000 | Лучший прорыв года: актёр                      | Зелёная миля    | Номинация |